# Мансур II
Абу-ль-Харис Мансур II (перс. مناور موم بامانی‎‎, тадж. Мансури II ибни Нӯҳ; X век — 2 февраля, 999) — саманидский эмир. Был сыном Нуха II.

## Биография
Мансур II был ещё молод, когда сменил своего отца на посту эмира. Его короткое правление было отмечено неспособностью контролировать своих губернаторов и генералов. Вскоре после того, как он пришёл к власти, началось восстание, и его лидеры пригласили Караханидов во главе с Абу-ль-Хасаном Насром I вмешаться. Наср-хан так и сделал, но подавив восстание он связался с Фаиком аль-Хасса, который в то время был губернатором Самарканда при Мансуре. Фаик был послан ханом в столицу Бухару с армией. Мансур бежал, но позже его убедили вернуться, хотя Фаик сохранил свою власть. Некоторое время спустя Фаик сверг визиря Мансура, аль-Баргаши и сослал его в Горган.
Тем временем Мансур послал генерала Бегтузуна вернуть контроль над Хорасаном, который недавно перешёл во владение Газневидов. Нишапур был оккупирован, но затем Бегтузун подвергся нападению Абу-ль-Касима Симджури, правителя Кухистана, в 998 году. Фаик убедил Абу-ль-Касима нанести удар; последний боялся власти Бегтузуна. Бегтузун одержал победу, но заключил мир с Абу-ль-Касимом и направился обратно в Бухару. Затем генерал и Фаик объединились друг с другом, чтобы остановить Махмуда Газневи, который хотел заполучить для себя весь Хорасан. Бегтузун и Фаик, которые боялись, что Мансур передаст их Махмуду, свергли его, а затем ослепили в 999 году. Затем они назначили эмиром младшего брата Мансура Абд аль-Малика II.